# Generator electrostatic

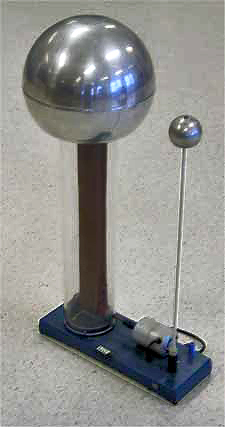
Generator Van de Graaff pentru demonstrații școlare

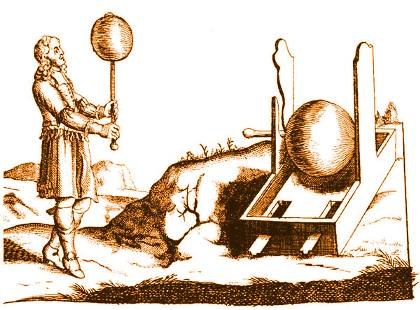
Generatorul lui Otto von Guericke

Generatorul electrostatic este un dispozitiv mecanic care concentrează pe suprafața unei sfere metalice o cantitate de electricitate statică, la tensiune electrică ridicată dar care nu poate produce decât curenți mici care nu sunt mai mari de câțiva miliamperi.
Primul generator electrostatic folosea frecarea în procesul de generare a energiei și a fost realizat de Otto von Guericke în 1663 folosind o sferă cu sulf care se rotea și era ținut în mână. Isaac Newton recomanda să se folosească o sferă de sticlă în locul celei de sulf. Nu se mai folosesc momentan sfere care se rotesc, dar dispozitivul lui von Guericke a inspirat mai multe modele ce utilizau sfere aflate în mișcare de rotație. 